# 平成6年台風第26号
平成6年台風第26号（へいせい6ねんたいふうだい26ごう、国際名：オーキッド/Orchid）は、1994年9月に発生し、近畿地方に上陸した台風である。

## 概要

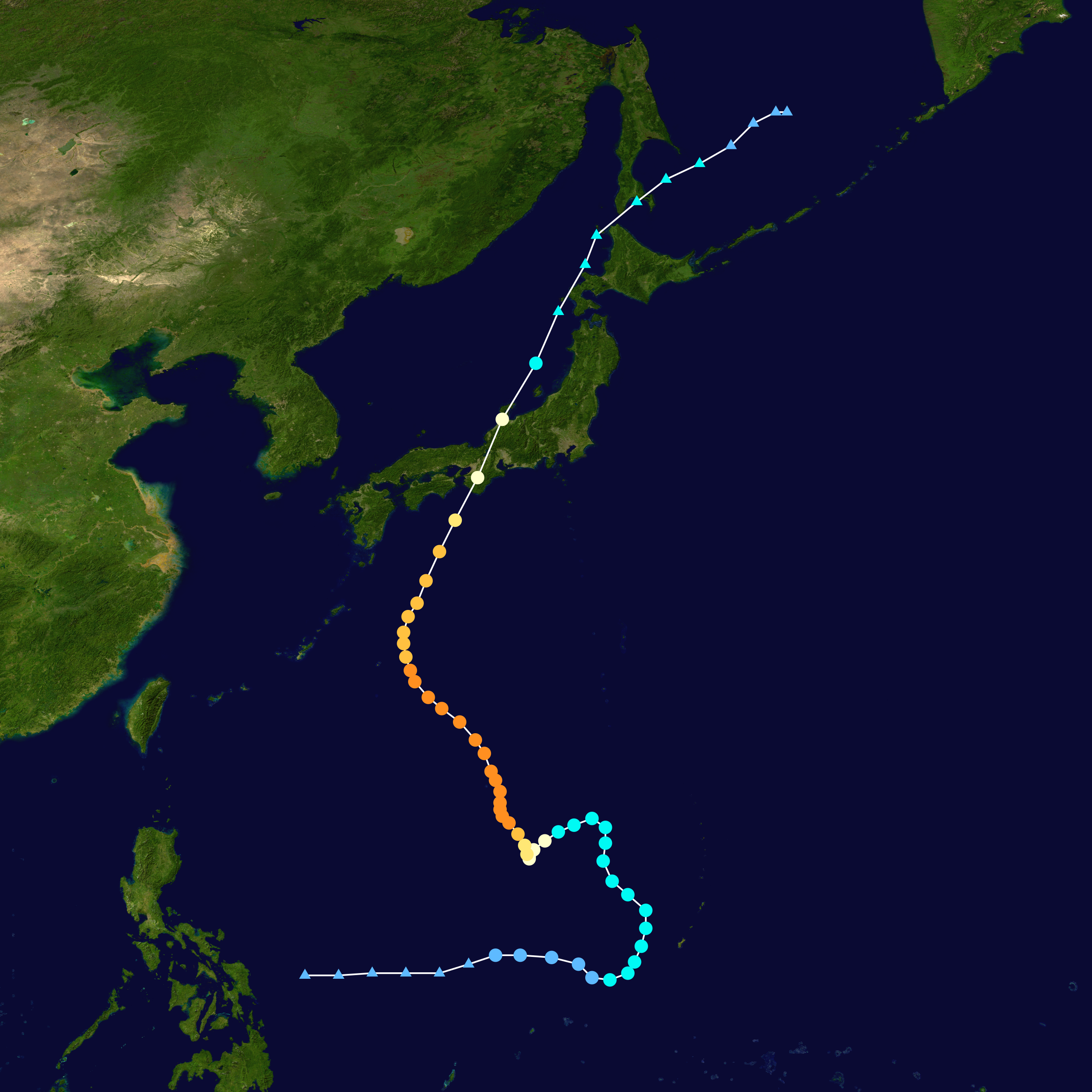
進路図

9月19日にグアム島の南西海上で発生した台風26号は、勢力を強めながら北北西に進み、24日頃に最盛期を迎えて中心気圧925hPa（最大風速50m/s）の大型で非常に強い勢力となった。台風は27日に南大東島の東海上を北進した後、進路を北北東に変えて速度を速めつつ、四国沖を北上した後、29日19時30分に和歌山県南部に上陸した。上陸時も台風の勢力は強く、中心気圧950ヘクトパスカル、最大風速40m/sであった。台風は近畿地方から北陸地方西部を横断し、30日15時には日本海へ進んで温帯低気圧に変わった。
この台風により、29日の日降水量は、奈良県上北山村日出岳で733mm、三重県宮川村宮川で449mm、高知県馬路村魚梁瀬で374mmに達するなど、四国地方や紀伊半島の南東斜面を中心に300mmを超す大雨となった。 また同日、三重県津市で最大風速34.1m/s（最大瞬間風速48.7m/s）を記録したほか、四国地方から北海道にかけての太平洋沿岸で、最大風速が20m/sを超えたところがあった。29日には、高知県佐喜浜で6.61ｍの有義波高を観測している。 東海地方や近畿地方を中心に暴風による建物被害が発生した。また、同年9月4日に開港したばかりの関西国際空港が、この台風により初めて封鎖された。その他、日本鋼管津造船所（現 ユニバーサル造船）で建造中であった2隻の大型タンカーが流され、近くの御殿場海岸に漂着・座礁した。
この台風により、死者3人、負傷者62人の人的被害が確認されたほか、住家全壊18棟、半壊167棟、床上浸水569棟などとなっている。